# اس‌ام یو-۴۵
اس‌ام یو-۴۵ (به انگلیسی: SM U-45) یک زیردریایی بود که طول آن ۶۵ متر (۲۱۳ فوت) و ارتفاع آن ۸٫۷ متر (۲۹ فوت) بود. این زیردریایی در سال ۱۹۱۴ ساخته شد.